# Balloon Wars
Balloon Wars er en dansk dokumentarfilm instrueret af Sissel Morrell Dargis.

## Handling
I 1998 blev Brasilien det første land i verden, der fængsler personer som opsender varmluftsballoner. Men i stedet for at stoppe aktiviteterne, udviklede ballonmiljøet en undergrundskultur. Efter at have været en del af Brasiliens kulturelle arv siden kolonitiden, oplevede varmluftsballonerne en stigende popularitet i favelaerne. I dag repræsenterer tusindvis af ballon-banderne et vigtigt alternativ til den ”virkelige” bandevold, der hvert år koster mere end 60.000 liv. Dog straffer loven alle former for ballon-aktiviteter med op til tre års fængsel, retfærdiggjort af risikoen for brande og faren, lufttrafikken udsættes for. Filmen følger de to bandemedlemmer Jabá og Ton, som tilhører to af de mest berygtede ballonbander i Brasilien, gennem fem af de mest dramatiske år i nyere brasiliansk historie.